# Dubians
Dubians – zespół francuskiej sceny dub. W ich muzyce można dostrzec wpływ zespołu Zion Train. Zespół powstał w 1997 w Lille i nazywał się 10 Dubians aż do 2002 roku.

## Dyskografia
- 1999 Blood sweet naïma (Wuga Wuga)
- 2001 Smoke (Wuga Wuga/Kubik)
- 2001 Headfree (Wuga Wuga/Pias)
- 2003 Time Has Come (Wuga Wuga / Pias)